# Zwiernik
Zwiernik – wieś w Polsce, położona w województwie podkarpackim, w powiecie dębickim, w gminie Pilzno.
| SIMC    | Nazwa          | Rodzaj    |
| ------- | -------------- | --------- |
| 0826533 | Budyń Drugi    | część wsi |
| 0826540 | Budyń Pierwszy | część wsi |
| 0826556 | Dół            | część wsi |
| 0826562 | Góra           | część wsi |
| 0826579 | Krasówka       | część wsi |
| 0826591 | Łusie          | część wsi |
| 0826585 | Średniaki      | część wsi |

W latach 1975–1998 miejscowość administracyjnie należała do województwa tarnowskiego.
Miejscowość jest siedzibą parafii św. Marcina Biskupa należącej do dekanatu Pilzno w diecezji tarnowskiej.

## Historia
W 1581 Zwiernik był własnością Stanisława Ligęzy, Stanisława Bissowskiego, Kaspera Wierzbięty i Hieronima Zakliki. W połowie XIX w. należał do Józefa Prohaski; około 1890 do Katarzyny Kopytkiewiczowej, a na początku XX w. do Katarzyny Zwiernickiej. Pod koniec lat dwudziestych XX w. 305 ha posiadał Wincenty Bzowski, a 134 ha należały do Jana i Adama Preisnerów.

## Zabytki
- Drewniany kościół parafialny św. Marcina z 1664, pierwotnie postawiony w Padwi, w 1891 sprzedany i przeniesiony do Zwiernika i cmentarz kościelny[7].
- Dwór (w ruinie) z parkiem z połowy XIX w.[6].

## Galeria

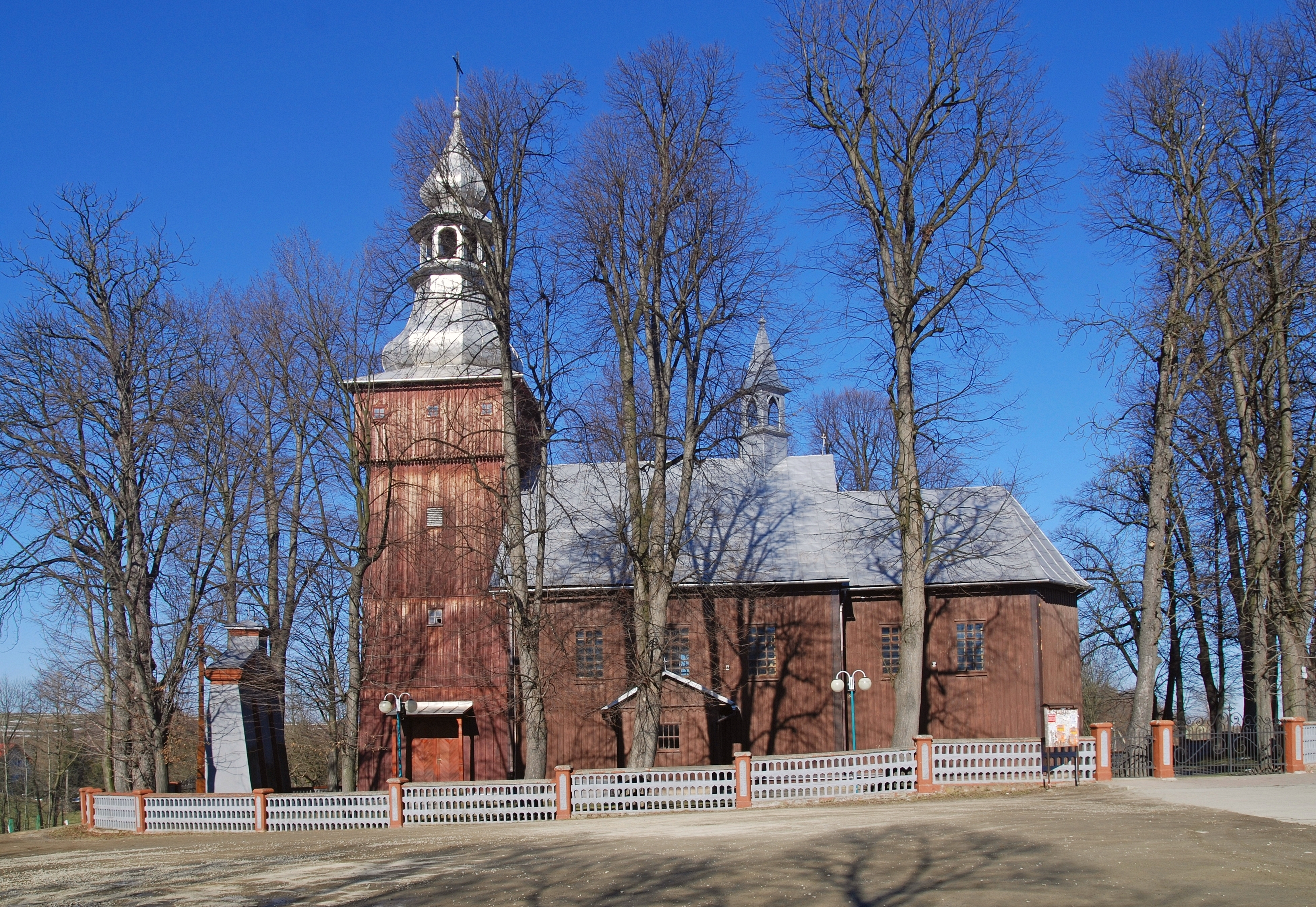
Kościół św. Marcina
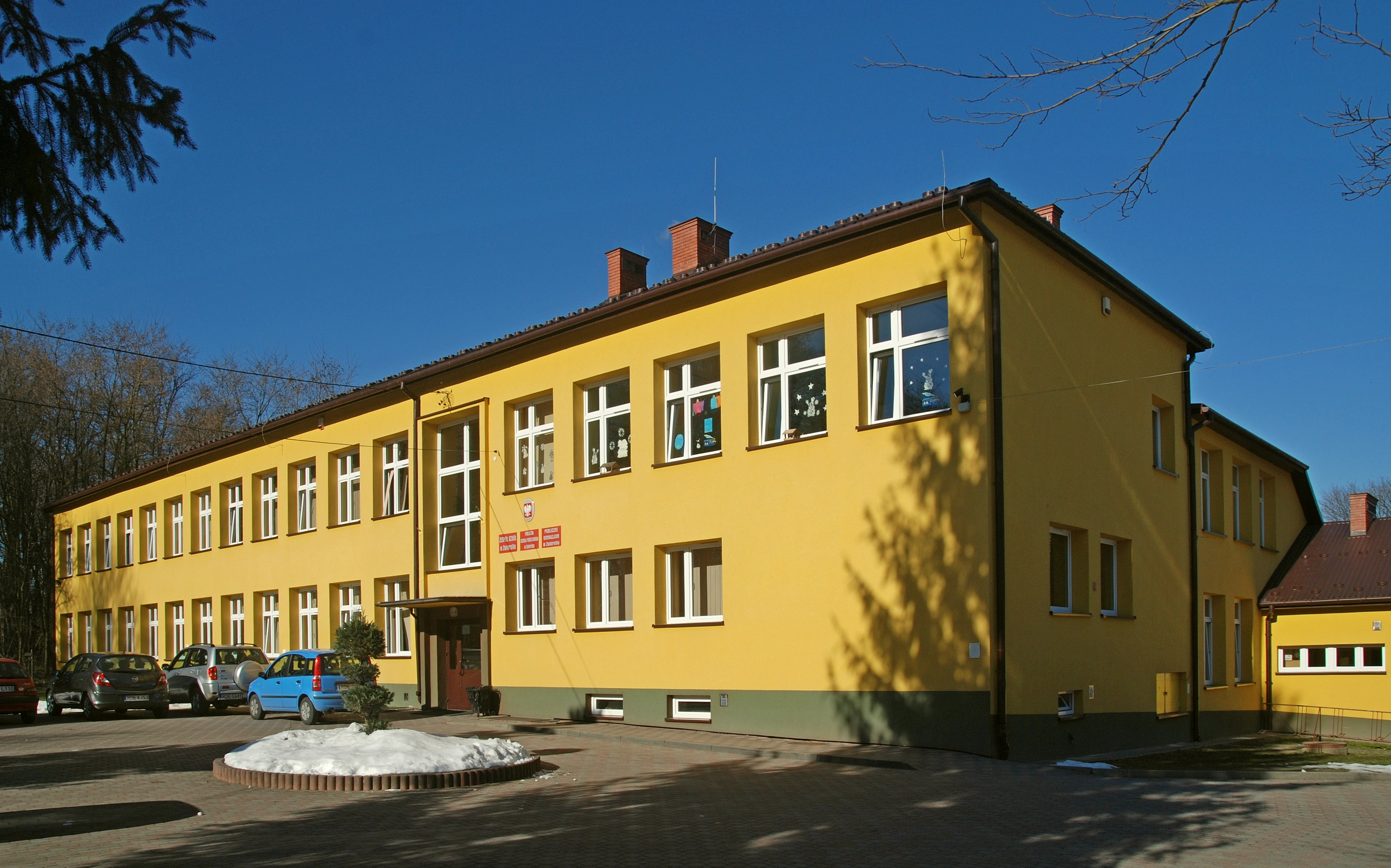
Zespół szkół
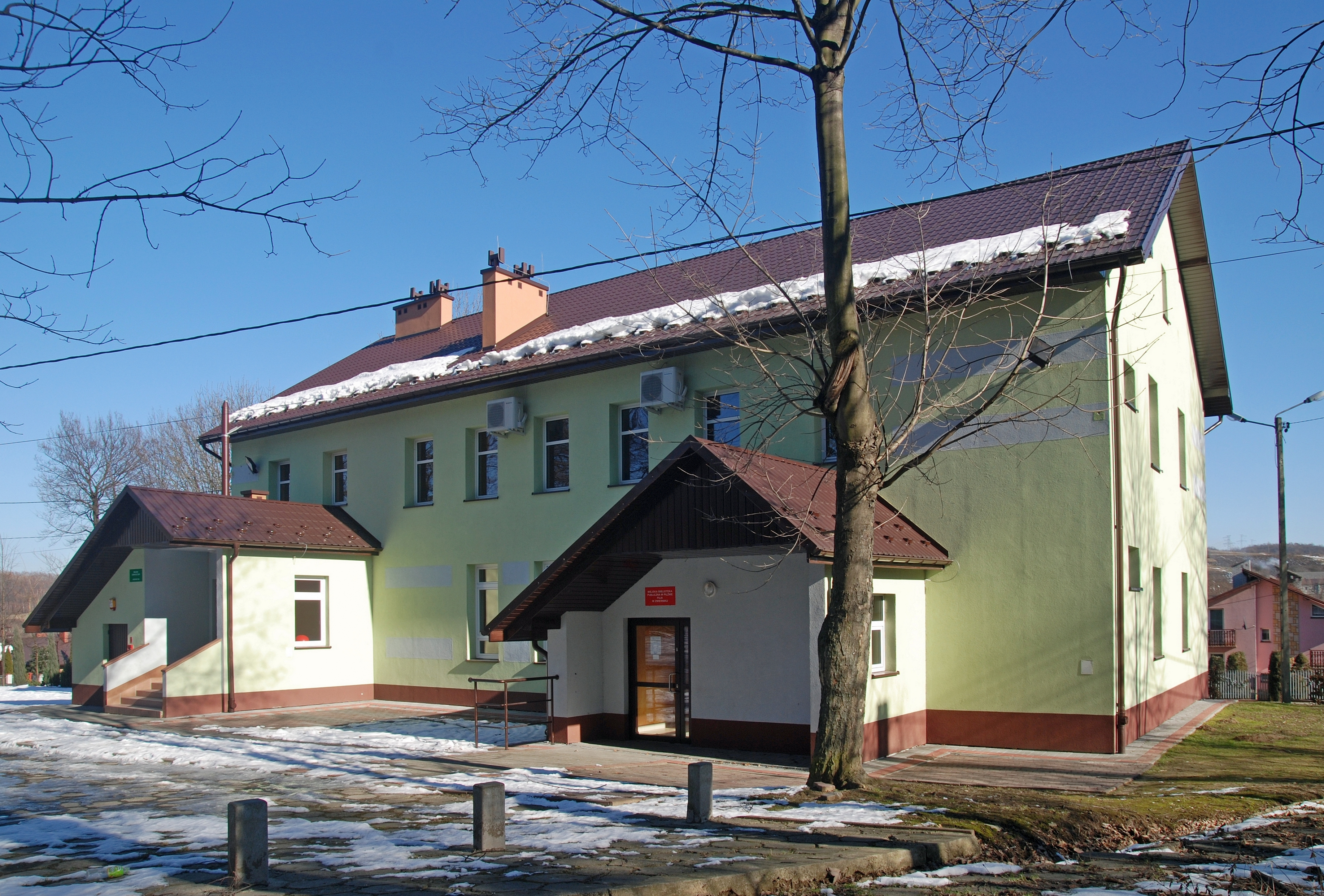
Biblioteka
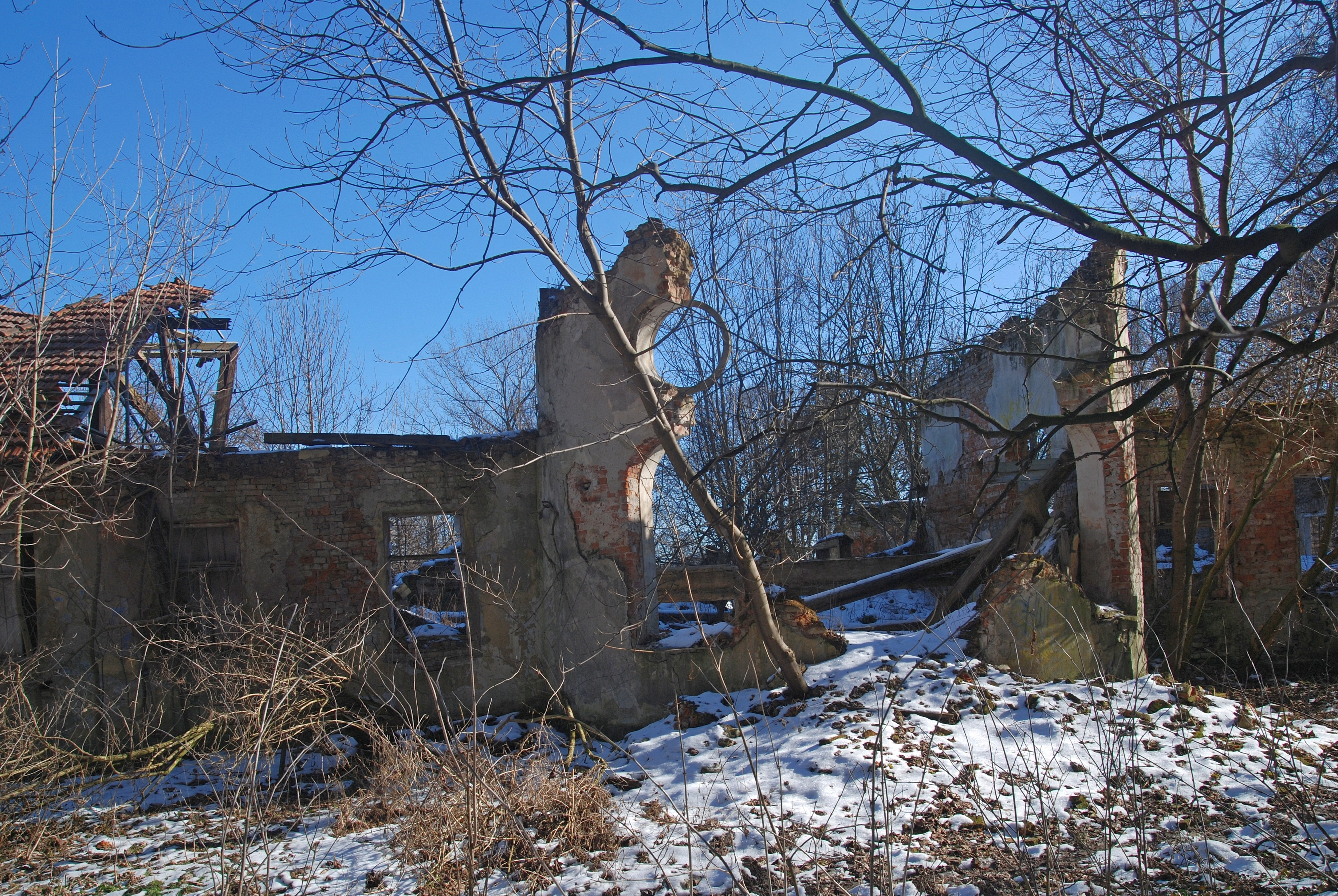
Dawny dwór
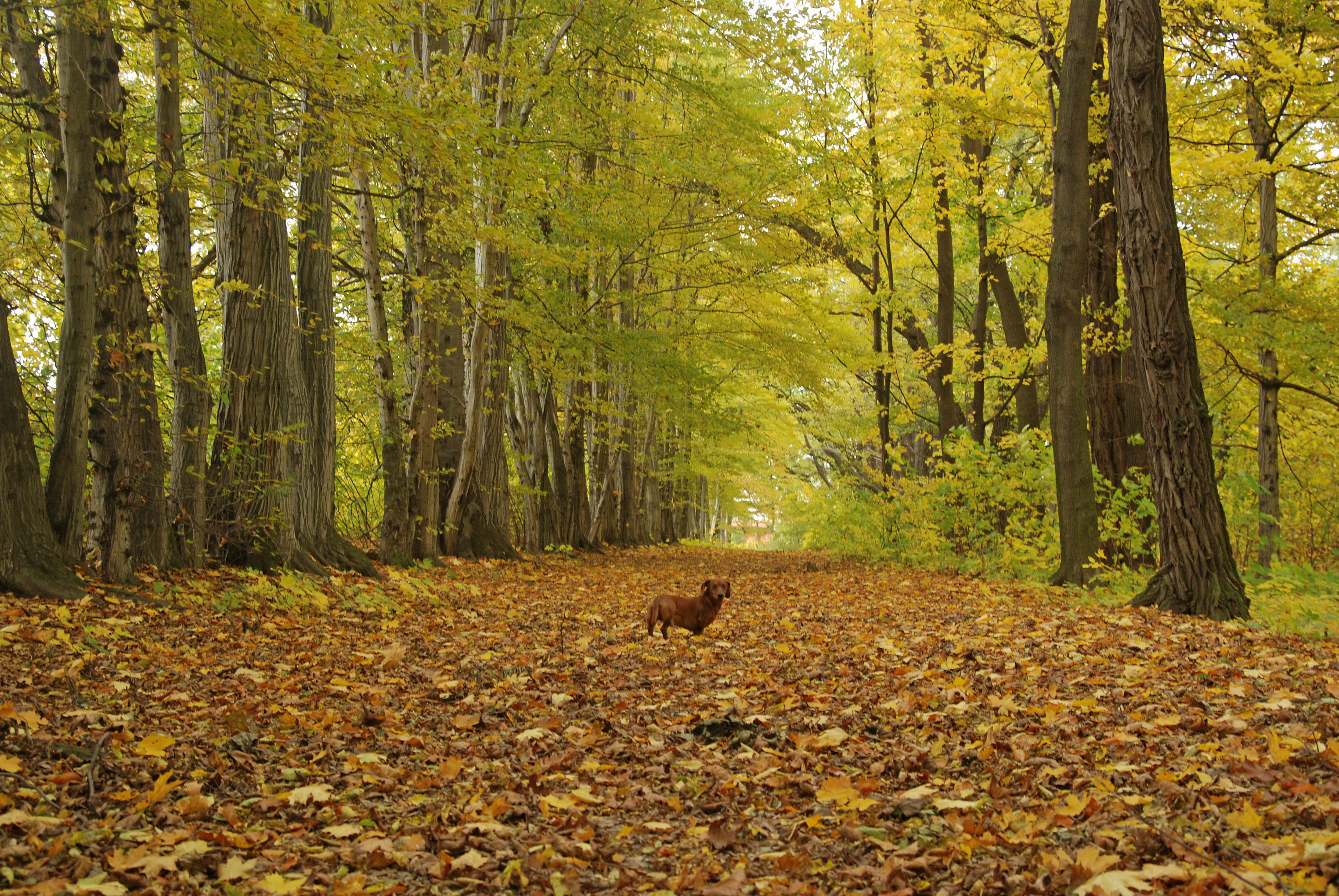
Park dworski
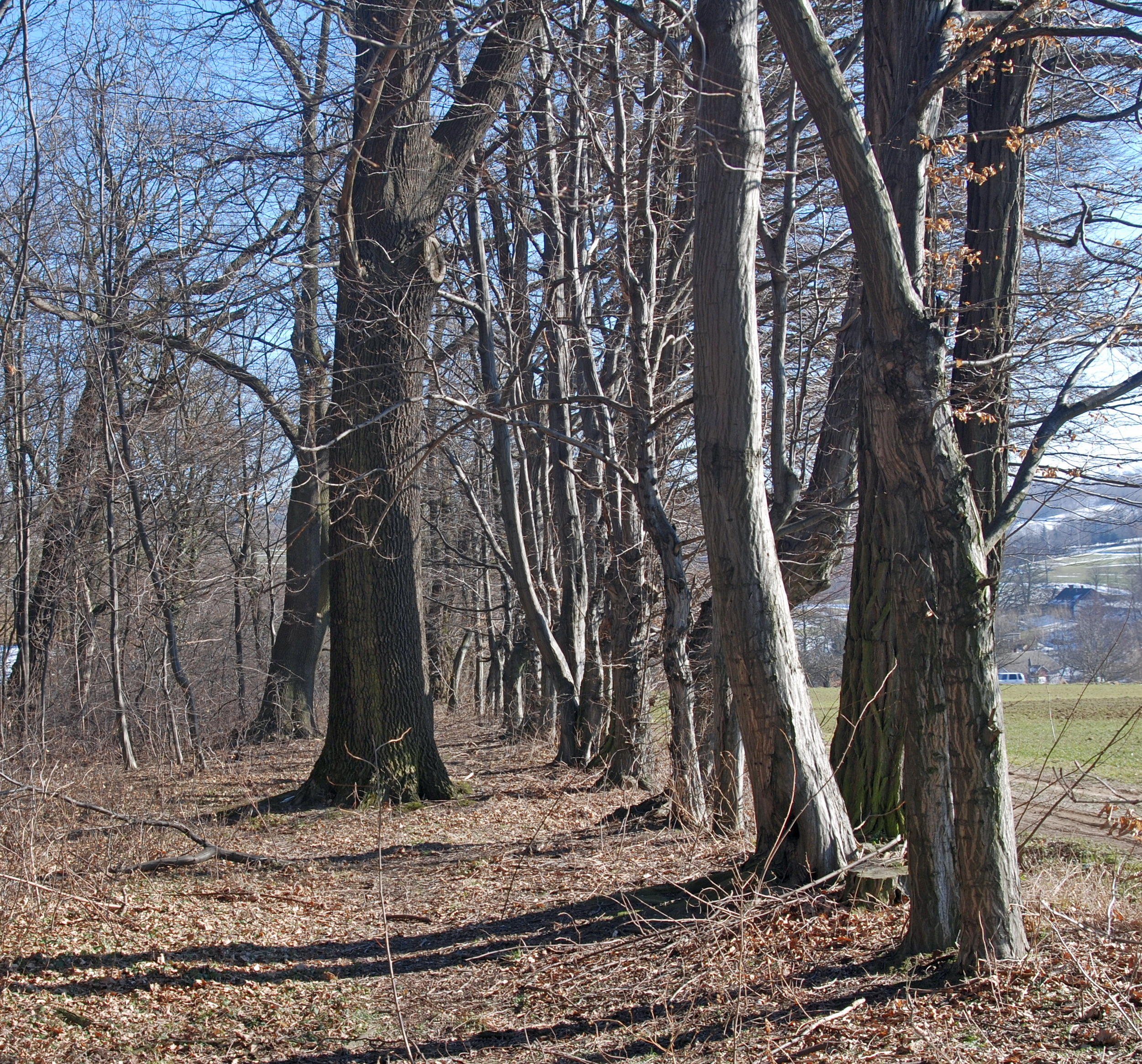
Park dworski